# Tank Man
Tank Man oder Unknown Rebel sind die Bezeichnungen für einen bisher nicht öffentlich identifizierten Mann, der internationale Bekanntheit erlangte, indem er sich während des Massakers am Platz des himmlischen Friedens (Tian’anmen-Platz) vor einen Konvoi von Panzern stellte und ihre Abfahrt vom Tian’anmen-Platz blockierte, wobei er in jeder Hand eine Einkaufstüte trug. Diese Szene zivilen Ungehorsams wurde von zahlreichen Fotografen und Fernsehteams festgehalten. Verschiedene Aufnahmen der Szene wurden von etlichen Zeitungen und Fernsehsendern verwendet.
Im April 1998 nahm das Time Magazine den Tank Man in die Liste der 100 einflussreichsten Personen des Jahrhunderts auf.

## Hintergrund
Der Vorfall ereignete sich am 5. Juni 1989 in der Nähe des Tian’anmen-Platzes auf der Chang’an Avenue, die zwischen dem Platz und der Verbotenen Stadt entlang führt. Am Tag zuvor waren die Demonstrationen am Tian’anmen-Platz gewaltsam niedergeschlagen worden. Der Mann stand allein auf der Fahrbahn, als sich die Panzer des Typs 59 näherten. Er hielt in jeder Hand eine Einkaufstüte. Als die Panzer vor ihm auffuhren, versuchte er, sie aufzuhalten. Der erste Panzer versuchte daraufhin, an ihm vorbeizufahren. Der Mann stellte sich ihm abermals in den Weg. Er stieg auf den ersten Panzer und begann, mit dem Fahrer zu diskutieren. Nachdem der Mann vom Panzer heruntergestiegen war, startete der Fahrer seinen Motor und wollte den Panzer wieder in Bewegung setzen. Der Mann blockierte die Weiterfahrt sofort erneut. Auf Videoaufnahmen ist zu sehen, dass der Mann innerhalb weniger Minuten von vier Personen weggezogen wurde und in der Menge verschwand. Es ist umstritten, ob es sich bei den vier Personen um Passanten handelte, die ihn retten wollten, oder Sicherheitsbeamte, die den Mann in Gewahrsam nahmen. Die Panzer fuhren daraufhin weiter.

## Verschiedene Aufnahmen
Ein Foto wurde von Jeff Widener, der für die Associated Press tätig war, vom sechsten Stock des Beijing Hotels, das sich ca. 800 Meter vom Ort des Ereignisses entfernt befindet, mit einem 800-Millimeter-Teleobjektiv und Kleinbild-Spiegelreflexkamera aufgenommen.
Stuart Franklin von Magnum Photos hatte kurz vorher ein Foto aufgenommen, auf dem infolge seines größeren Blickfeldes mehr Panzer zu sehen sind. Charlie Cole von Newsweek gewann für seine Aufnahme einen World Press Photo Award. Das Bild wurde in die vom Time Magazine zusammengestellte Liste der 100 Fotografien aufgenommen, die die Welt veränderten. Ein weiteres Foto wurde von dem Fotografen Arthur Tsang aufgenommen, der für Reuters arbeitete.
Filme wurden von Fernsehteams der BBC und CNN aufgenommen.
Am 20. Jahrestag, dem 5. Juni 2009, wurde ein bis dahin unbekanntes Bild veröffentlicht. Es zeigt den Tank Man, wie er auf die ankommenden Panzer wartet und der erste noch in einiger Entfernung ist. Dies ist das einzige Foto, welches Terril Jones von Associated Press machte, bevor er wie andere Passanten wegen Schüssen aus Richtung der Panzer in Deckung ging. Den Tank Man bemerkte er erst nach Durchsicht der Negative, veröffentlichte das Bild aber aus Respekt vor den ikonenhaften Fotos erst 20 Jahre später.

## Spekulationen um die Identität
Zur Identität des Tank Man liegen keine gesicherten Angaben vor.
Kurz nach dem Vorfall berichtete die britische Boulevardzeitung Sunday Express, dass es sich um den damals 19-Jährigen Studenten Wang Weilin (chinesisch 王维林) gehandelt habe. Die Information ist nicht belegt.
Über die Geschehnisse nach dem Vorfall liegen widersprüchliche Informationen vor. 1999 gab Bruce Herschensohn, vormals Berater des US-Präsidenten Richard Nixon, in einer Rede vor dem President’s Club an, dass der Tank Man zwei Wochen nach dem Vorfall hingerichtet worden sei, andere Quellen sprechen davon, dass er nach einigen Monaten von einem Hinrichtungskommando exekutiert worden sei. Der Journalist Charlie Cole, der den Vorfall beobachtete, glaubte, dass der Mann von der Polizei verhaftet wurde und möglicherweise hingerichtet worden sei, da die chinesische Regierung ihn nach dem Vorfall nicht zeigte. Die Journalistin Jan Wong war als Augenzeugin ebenfalls vor Ort. Sie ist überzeugt, dass es sich bei den vier Personen, die den Tank Man beiseite drängten, um Passanten handelte. In ihrem Buch Red China Blues: My Long March from Mao to Now schrieb Wong später, dass der Tank Man in China untergetaucht sei.
Die chinesische Regierung machte über den Vorfall und die Beteiligten wenige Angaben. 1990 antwortete der damalige Generalsekretär der Kommunistischen Partei Chinas, Jiang Zemin, dass er glaube, dass der Tank Man nicht hingerichtet worden sei.
In China blockieren Suchmaschinen Suchen nach Tank Man und anderen Begriffen wie Dalai Lama, Tiananmen Square und Falun Gong. Diese Zensur fand zeitweise auch außerhalb Chinas statt, unter anderem bei Microsoft Bing und dem chinesischen LLM DeepSeek.